# MFK Vítkovice
MFK VÍTKOVICE z.s. je český fotbalový klub, který sídlí v moravské části Ostravy (městský obvod Vítkovice). V letech 1950 až 1952 a 1981 až 1994 hrál nejvyšší československou resp. českou soutěž. Od sezóny 2025/26 působí v Moravskoslezské fotbalové lize (3. nejvyšší soutěž v Česku). Založen byl v roce 1919 pod názvem SK Slavoj Vítkovice.
V roce 2012 proběhla fúze mezi kluby FC Vítkovice 1919 a Fotbal Poruba 2011. Sloučení se týkalo jen mužských týmů, FC Vítkovice 1919 si ponechaly v mládežnických a ženských kategoriích svůj název.
Své domácí zápasy A mužstvo hraje v sezóně 2022/23 ve sportovním areálu v Markvartovicích.

## Historie

### Československá éra
Vítkovický klub byl založen roku 1919 pod názvem SK Slavoj Vítkovice, své zápasy hrál na hřišti v Kunčičkách. Kvůli ekonomickým problémům však klub zanikl a jeho nástupcem se v roce 1922 stal SK Vítkovice, v roce 1923 přejmenovaný na SSK Vítkovice. SSK se hned od svých počátků stal jedním z největších klubů na Ostravsku, v roce 1930 postoupil do I. A třídy.
V letech 1937–1938, na základě rozhodnutí nově zvoleného výboru klubu, probíhala výstavba nového stadiónu ve Vítkovicích. Stadión se podařilo postavit v rekordně krátké době, dne 26. 6. 1937 byl položen základní kámen a už 19. 8. 1938 byl představen téměř dokončený novinářům. Slavnostní otevření bylo naplánováno na 28. 10. 1938, pro okupaci Ostravy německými vojsky se však již neuskutečnilo. V roce 1939 postoupil klub, tehdy již pod názvem ČSK Vítkovice, do Moravskoslezské divize. V roce 1945, po skončení války, začaly postupné úpravy a zdokonalování stadiónu, do 1. ligy vítkovický klub postoupil poprvé v roce 1949 po vítězství v zemské soutěži (divizi). Za Vítkovice tehdy nastupoval pozdější dlouholetý fotbalový trenér a funkcionář Jiří Starosta, hokejový reprezentant a pozdější úspěšný trenér Bouzek, budoucí slavný trenér pražské Dukly Vejvoda, duší mužstva však byl nejslavnější hráč české fotbalové historie Josef Bican, který ve svých sedmatřiceti letech získal titul krále střelců s 22 přesnými zásahy v sezóně.
V roce 1952 došlo k reorganizaci ligy podle sektorů průmyslu a ta poslala Vítkovice z deváté pozice do nižší soutěže. Dalších 29 let pak Vítkovice nehrály nejvyšší soutěž. Od roku 1953 hrál klub pod názvy Baník Vítkovice, TJ VŽKG Ostrava a TJ Vítkovice v moravskoslovenském, posléze moravském oddělení 2. ligy. Postup zpět do 1. ligy přišel v roce 1981, kdy v kvalifikaci o postup Vítkovice vyřadily Teplice.
V sezóně 1985/86 Vítkovice, pod vedením Ivana Kopeckého, získaly jediný ligový titul v historii klubu. 30. 9. 1986 poprvé hrály evropské poháry, když v PMEZ narazily na francouzský Paris Saint-Germain, který vyřadily, FC Porto už však ne. V následující sezóně v Poháru UEFA vyřadily švédský AIK Stockholm, skotský Dundee United FC i portugalskou Vitórií Guimarães, ve čtvrtfinále proti barcelonskému Espanyolu, na které přišlo 25 000 diváků, však již remíza 0:0 po prohře 0:2 v Barceloně na postup nestačila. Slavnými jmény této doby jsou brankáři Zápalka s Průšou, v poli pak nastupovali Kušnír, Škarecký, Lišaník, Vlk, Dostál, Keler, Králík, Houška, Šourek, Kovačík, Běleš, Havránek, Svatonský, Bartl, Malchárek, Šišma, Lorenc, Gajger, vedoucím mužstva byl nestor Vítkovic Ladislav Imiolo, trenérem Ivan Kopecký, jeho asistentem současný prezident klubu Oldřich Sedláček. Za úspěchy tohoto období se dají považovat i 2. místo ve Středoevropském poháru 1981/1982 a vítězství v desáté skupině v Interpoháru 1983.

### Novodobá historie
Od mistrovské éry už Vítkovice nedosáhly úspěchu, mužstvo prošlo výprodejem, navíc ho postihla ekonomická krize, která vyvrcholila po sezóně 1993/1994 sestupem do druhé ligy a fúzí s karvinskou Kovonou, toto spojení však po roce vzalo za své a vítkovický klub se dostal až do 3. nejvyšší soutěže (MSFL). Po jednom roce v třetí lize se už FC Vítkovice vrátily zpět do 2. ligy a zde bez větších úspěchů bojovaly až do sezóny 2009/2010. Během této doby, v roce 2007, vstoupil do klubu nový většinový vlastník – firma Geofin, a. s.
Po sestupu do třetí ligy (MSFL) po sezóně 2009/2010 se během následujícího roku klub dostal do finančních problémů. Důvodem byl fakt, že většinovému vlastníku klubu firmě Geofin se nepodařilo najít strategického partnera. Dne 9. února 2011 klub oznámil konec působení v MSFL. V době ekonomických problémů se klub pohyboval v horní polovině tabulky (podzimní část sezóny 2010/11 zakončili Vítkovičtí na pátém místě), ale klub jako celek skončil v insolventním řízení a fakticky zanikl. Licenci na fotbalovou divizi pak klub prodal nově vzniklému klubu FK Prostějov.
Dne 25. července 2011 bylo registrováno u ministerstva vnitra nové občanské sdružení FC VÍTKOVICE 1919, do nějž byli zaregistrováni hráči mládeže a žen zaniklého klubu FC Vítkovice. Klub také založil A-tým mužů, který se přihlásil do nejnižší fotbalové soutěže – ostravské městské soutěže, kde skončil šestý. Po sloučení mužských týmů s Fotbalem Poruba se z původního týmu mužů FC Vítkovice 1919 stal MFK Vítkovice „B“  a porubští hráči pokračovali jako MFK Vítkovice „A“ v krajském přeboru.
V sezóně 2013/14 si obnovený klub vybojoval postup do Divize E (4. nejvyšší soutěž). V následující sezóně (2014/15) klub bojoval v divizi až do konce o postup do MSFL, sen o postupu se ovšem rozplynul prohrami s kluby v nižších patrech tabulky. V půlce června 2015 klub ovšem oznámil administrativní postup do MSFL na úkor zábřežského Sulka, který o několik dní dříve oznámil odstoupení ze soutěže. V následující sezóně MSFL (2015/16) Vítkovice skončily na nepostupovém 2. místě, ale vzhledem k nucenému sestupu týmu SK Sigma Olomouc „B“ (protože A-tým sestoupil z 1. do 2. ligy) zaplnily uvolněné místo v druhé lize.
Následující sezóny strávil klub v druhé lize (Fortuna Národní liga) převážně se záchranářskými starostmi. V sezóně 2019/20 klub skončil v ligové tabulce na posledním 16. místě, což znamenalo sestup, a vzhledem k obrovským finančním problémům se v následující sezóně nepřihlásil do MSFL, ale až do čtvrté nejvyšší soutěže (Divize F). Po stabilizaci se týmu v sezóně 2021/22 podařilo získat 4. místo a díky přesunu licence z Vratimova i právo startu opět v třetí nejvyšší soutěži (MSFL).

## Historické názvy
Zdroj: 
- 1919 – SK Slavoj Vítkovice (Sportovní klub Slavoj Vítkovice)
- 1922 – SK Vítkovice (Sportovní klub Vítkovice)
- 1923 – SSK Vítkovice (Sdružení sportovních klubů Vítkovice)[10]
- 1937 – SK Železárny Vítkovice (Sportovní klub Železárny Vítkovice)
- 1939 – ČSK Vítkovice (Český sportovní klub Vítkovice)
- 1945 – SK VŽ Vítkovice (Sportovní klub Vítkovické železárny Vítkovice)
- 1951 – Sokol Vítkovice
- 1952 – Baník Vítkovice
- 1957 – TJ VŽKG Ostrava (Tělovýchovná jednota Vítkovické železárny Klementa Gottwalda Ostrava)
- 1979 – TJ Vítkovice (Tělovýchovná jednota Vítkovice)
- 1992 – SSK Vítkovice (Sdružení sportovních klubů Vítkovice)[10]
- 1993 – FC Kovkor Vítkovice (Football Club Kovkor Vítkovice)
- 1994 – fúze s Kovona Karviná ⇒ FC Karviná-Vítkovice (Football Club Karviná-Vítkovice)
- 1995 – znovu oddělení ⇒ FC Vítkovice (Football Club Vítkovice)
- 2011 – zánik
- 2011 – obnovena činnost pod názvem FC Vítkovice 1919 (Football Club Vítkovice 1919)
- 2012 – fúze s Fotbal Poruba 2011 ⇒ MFK Vítkovice (Městský fotbalový klub Vítkovice)
- 2020 – rozdělení klubu na Fotbal Poruba z.s., které se následně přejmenoval na Akademie MFK Vítkovice z.s. a FC Vítkovice 1919 z.s., které se následně sloučil s 1. FC Poruba
- 2021 – Akademie MFK Vítkovice z.s. změnila název na MFK VÍTKOVICE z.s.

## Úspěchy A–týmu
| Domácí medaile (1)                                                                                        |
| - Československá nejvyšší fotbalová soutěž (1× vítěz) - – TJ Vítkovice: 1985/86 - – TJ Vítkovice: 1986/87 |

## Umístění v jednotlivých sezonách
Stručný přehled
Zdroj: 
- 1940–1948: Moravskoslezská divize
- 1948: Zemská soutěž – sk. C
- 1949: Oblastní soutěž – sk. C
- 1950: Celostátní československé mistrovství
- 1951–1952: Mistrovství československé republiky
- 1953–1955: Celostátní československá soutěž – sk. B
- 1956–1969: 2. liga – sk. B
- 1969–1977: 2. liga
- 1977–1981: 1. ČNFL – sk. B
- 1981–1993: 1. liga (ČSR)
- 1993–1994: 1. liga (ČR)
- 1994–1995: Divize E
- 1995–1996: Moravskoslezská fotbalová liga
- 1996–2010: 2. liga
- 2010–2011: Moravskoslezská fotbalová liga
- 2011-2012: Městská soutěž - Ostrava-město
- 2012–2014: Přebor Moravskoslezského kraje
- 2014–2015: Divize E
- 2015–2016: Moravskoslezská fotbalová liga
- 2016–2020 : Fotbalová:národní liga
- 2020–2022 : Divize F
- 2022–2023: Moravskoslezská fotbalová liga
- 2023–2025: Divize F
- 2025–: Moravskoslezská fotbalová liga

Jednotlivé ročníky
Zdroj: 
Legenda: Z - zápasy, V - výhry, R - remízy, P - porážky, VG - vstřelené góly, OG - obdržené góly, +/- - rozdíl skóre, B - body, červené podbarvení - sestup, zelené podbarvení - postup, fialové podbarvení - reorganizace, změna skupiny či soutěže
| Protektorát Čechy a Morava (1940 – 1944) |                                                                  |                                                                  |                                                                  |                                                                  |                                                                  |                                                                  |                                                                  |                                                                  |                                                                  |                                                                  |                                                                  |
| Sezóny                                   | Liga                                                             | Úroveň                                                           | Z                                                                | V                                                                | R                                                                | P                                                                | VG                                                               | OG                                                               | +/-                                                              | B                                                                | Pozice                                                           |
| 1940/41                                  | Moravskoslezská divize                                           | 2                                                                | 26                                                               | 12                                                               | 3                                                                | 11                                                               | 74                                                               | 76                                                               | -2                                                               | 27                                                               | 6.                                                               |
| 1941/42                                  | Moravskoslezská divize                                           | 2                                                                | 26                                                               | 10                                                               | 3                                                                | 13                                                               | 65                                                               | 78                                                               | -13                                                              | 23                                                               | 9.                                                               |
| 1942/43                                  | Moravskoslezská divize                                           | 2                                                                | 26                                                               | 16                                                               | 6                                                                | 4                                                                | 74                                                               | 45                                                               | +29                                                              | 38                                                               | 2.                                                               |
| 1943/44                                  | Moravskoslezská divize                                           | 2                                                                | 26                                                               | 12                                                               | 4                                                                | 10                                                               | 71                                                               | 68                                                               | +3                                                               | 28                                                               | 6.                                                               |
| 1944/45                                  | Fotbalová liga se nehrála, stejně tak i nižší fotbalové soutěže. | Fotbalová liga se nehrála, stejně tak i nižší fotbalové soutěže. | Fotbalová liga se nehrála, stejně tak i nižší fotbalové soutěže. | Fotbalová liga se nehrála, stejně tak i nižší fotbalové soutěže. | Fotbalová liga se nehrála, stejně tak i nižší fotbalové soutěže. | Fotbalová liga se nehrála, stejně tak i nižší fotbalové soutěže. | Fotbalová liga se nehrála, stejně tak i nižší fotbalové soutěže. | Fotbalová liga se nehrála, stejně tak i nižší fotbalové soutěže. | Fotbalová liga se nehrála, stejně tak i nižší fotbalové soutěže. | Fotbalová liga se nehrála, stejně tak i nižší fotbalové soutěže. | Fotbalová liga se nehrála, stejně tak i nižší fotbalové soutěže. |
| Československo (1945 – 1993)             |                                                                  |                                                                  |                                                                  |                                                                  |                                                                  |                                                                  |                                                                  |                                                                  |                                                                  |                                                                  |                                                                  |
| Sezóna                                   | Liga                                                             | Úroveň                                                           | Z                                                                | V                                                                | R                                                                | P                                                                | VG                                                               | OG                                                               | +/-                                                              | B                                                                | Pozice                                                           |
| 1945/46                                  | Moravskoslezská divize                                           | 2                                                                | 30                                                               | 20                                                               | 2                                                                | 8                                                                | 124                                                              | 64                                                               | +60                                                              | 42                                                               | 2.                                                               |
| 1946/47                                  | Moravskoslezská divize                                           | 2                                                                | 26                                                               | 17                                                               | 4                                                                | 5                                                                | 85                                                               | 45                                                               | +40                                                              | 38                                                               | 1.                                                               |
| 1947/48                                  | Moravskoslezská divize                                           | 2                                                                | 30                                                               | 16                                                               | 3                                                                | 11                                                               | 89                                                               | 73                                                               | +16                                                              | 35                                                               | 5.                                                               |
| 1948                                     | Zemská soutěž – sk. C                                            | 2                                                                | 11                                                               | 8                                                                | 2                                                                | 1                                                                | 49                                                               | 21                                                               | +28                                                              | 18                                                               | 1.                                                               |
| 1949                                     | Oblastní soutěž – sk. C                                          | 2                                                                | 26                                                               | 22                                                               | 2                                                                | 2                                                                | 104                                                              | 36                                                               | +68                                                              | 46                                                               | 1.                                                               |
| 1950                                     | Celostátní československé mistrovství                            | 1                                                                | 26                                                               | 13                                                               | 5                                                                | 8                                                                | 53                                                               | 47                                                               | +6                                                               | 31                                                               | 4.                                                               |
| 1951                                     | Mistrovství československé republiky                             | 1                                                                | 26                                                               | 13                                                               | 3                                                                | 10                                                               | 55                                                               | 52                                                               | +3                                                               | 29                                                               | 4.                                                               |
| 1952                                     | Mistrovství československé republiky                             | 1                                                                | 26                                                               | 12                                                               | 2                                                                | 12                                                               | 55                                                               | 52                                                               | +3                                                               | 26                                                               | 9.                                                               |
| 1953                                     | Celostátní československá soutěž – sk. B                         | 2                                                                | 11                                                               | 4                                                                | 1                                                                | 6                                                                | 26                                                               | 23                                                               | +3                                                               | 9                                                                | 9.                                                               |
| 1954                                     | Celostátní československá soutěž – sk. B                         | 2                                                                | 18                                                               | 8                                                                | 3                                                                | 7                                                                | 32                                                               | 28                                                               | +4                                                               | 19                                                               | 5.                                                               |
| 1955                                     | Celostátní československá soutěž – sk. B                         | 2                                                                | 22                                                               | 11                                                               | 3                                                                | 8                                                                | 46                                                               | 37                                                               | +9                                                               | 25                                                               | 6.                                                               |
| 1956                                     | 2. liga – sk. B                                                  | 2                                                                | 22                                                               | 13                                                               | 1                                                                | 8                                                                | 55                                                               | 43                                                               | +12                                                              | 27                                                               | 2.                                                               |
| 1957/58                                  | 2. liga – sk. B                                                  | 2                                                                | 33                                                               | 15                                                               | 4                                                                | 14                                                               | 74                                                               | 55                                                               | +16                                                              | 34                                                               | 7.                                                               |
| 1958/59                                  | 2. liga – sk. B                                                  | 2                                                                | 26                                                               | 10                                                               | 6                                                                | 10                                                               | 52                                                               | 52                                                               | 0                                                                | 26                                                               | 3.                                                               |
| 1959/60                                  | 2. liga – sk. B                                                  | 2                                                                | 26                                                               | 15                                                               | 7                                                                | 4                                                                | 60                                                               | 33                                                               | +27                                                              | 37                                                               | 3.                                                               |
| 1960/61                                  | 2. liga – sk. B                                                  | 2                                                                | 22                                                               | 11                                                               | 2                                                                | 9                                                                | 44                                                               | 33                                                               | +11                                                              | 24                                                               | 4.                                                               |
| 1961/62                                  | 2. liga – sk. B                                                  | 2                                                                | 22                                                               | 15                                                               | 2                                                                | 5                                                                | 54                                                               | 26                                                               | +28                                                              | 32                                                               | 2.                                                               |
| 1962/63                                  | 2. liga – sk. B                                                  | 2                                                                | 26                                                               | 13                                                               | 8                                                                | 5                                                                | 51                                                               | 26                                                               | +25                                                              | 34                                                               | 3.                                                               |
| 1963/64                                  | 2. liga – sk. B                                                  | 2                                                                | 26                                                               | 12                                                               | 5                                                                | 9                                                                | 55                                                               | 40                                                               | +19                                                              | 27                                                               | 7.                                                               |
| 1964/65                                  | 2. liga – sk. B                                                  | 2                                                                | 26                                                               | 13                                                               | 5                                                                | 8                                                                | 50                                                               | 31                                                               | +19                                                              | 31                                                               | 4.                                                               |
| 1965/66                                  | 2. liga – sk. B                                                  | 2                                                                | 26                                                               | 15                                                               | 5                                                                | 6                                                                | 48                                                               | 29                                                               | +19                                                              | 35                                                               | 2.                                                               |
| 1966/67                                  | 2. liga – sk. B                                                  | 2                                                                | 26                                                               | 13                                                               | 10                                                               | 3                                                                | 45                                                               | 26                                                               | +19                                                              | 36                                                               | 2.                                                               |
| 1967/68                                  | 2. liga – sk. B                                                  | 2                                                                | 26                                                               | 14                                                               | 2                                                                | 10                                                               | 34                                                               | 27                                                               | +7                                                               | 30                                                               | 3.                                                               |
| 1968/69                                  | 2. liga – sk. B                                                  | 2                                                                | 26                                                               | 10                                                               | 9                                                                | 7                                                                | 49                                                               | 32                                                               | +17                                                              | 29                                                               | 5.                                                               |
| 1969/70                                  | 2. liga                                                          | 2                                                                | 30                                                               | 12                                                               | 7                                                                | 11                                                               | 39                                                               | 36                                                               | +3                                                               | 31                                                               | 6.                                                               |
| 1970/71                                  | 2. liga                                                          | 2                                                                | 30                                                               | 10                                                               | 8                                                                | 12                                                               | 30                                                               | 28                                                               | +2                                                               | 28                                                               | 8.                                                               |
| 1971/72                                  | 2. liga                                                          | 2                                                                | 30                                                               | 15                                                               | 7                                                                | 8                                                                | 33                                                               | 24                                                               | +9                                                               | 37                                                               | 3.                                                               |
| 1972/73                                  | 2. liga                                                          | 2                                                                | 30                                                               | 12                                                               | 7                                                                | 11                                                               | 34                                                               | 28                                                               | +6                                                               | 31                                                               | 8.                                                               |
| 1973/74                                  | 2. liga                                                          | 2                                                                | 30                                                               | 12                                                               | 7                                                                | 11                                                               | 28                                                               | 39                                                               | -11                                                              | 31                                                               | 6.                                                               |
| 1974/75                                  | 2. liga                                                          | 2                                                                | 30                                                               | 10                                                               | 11                                                               | 9                                                                | 41                                                               | 38                                                               | +3                                                               | 31                                                               | 5.                                                               |
| 1975/76                                  | 2. liga                                                          | 2                                                                | 30                                                               | 10                                                               | 8                                                                | 12                                                               | 34                                                               | 36                                                               | -2                                                               | 28                                                               | 11.                                                              |
| 1976/77                                  | 2. liga                                                          | 2                                                                | 30                                                               | 9                                                                | 5                                                                | 16                                                               | 23                                                               | 42                                                               | -19                                                              | 23                                                               | 12.                                                              |
| 1977/78                                  | 1. ČNFL – sk. B                                                  | 2                                                                | 30                                                               | 9                                                                | 10                                                               | 11                                                               | 36                                                               | 37                                                               | -1                                                               | 28                                                               | 11.                                                              |
| 1978/79                                  | 1. ČNFL – sk. B                                                  | 2                                                                | 30                                                               | 12                                                               | 6                                                                | 12                                                               | 42                                                               | 32                                                               | +10                                                              | 30                                                               | 4.                                                               |
| 1979/80                                  | 1. ČNFL – sk. B                                                  | 2                                                                | 30                                                               | 14                                                               | 10                                                               | 6                                                                | 43                                                               | 24                                                               | +19                                                              | 38                                                               | 2.                                                               |
| 1980/81                                  | 1. ČNFL – sk. B                                                  | 2                                                                | 30                                                               | 21                                                               | 6                                                                | 3                                                                | 60                                                               | 23                                                               | +37                                                              | 48                                                               | 1.                                                               |
| 1981/82                                  | 1. liga                                                          | 1                                                                | 30                                                               | 11                                                               | 8                                                                | 11                                                               | 33                                                               | 41                                                               | -8                                                               | 30                                                               | 9.                                                               |
| 1982/83                                  | 1. liga                                                          | 1                                                                | 30                                                               | 13                                                               | 5                                                                | 12                                                               | 40                                                               | 39                                                               | +1                                                               | 31                                                               | 7.                                                               |
| 1983/84                                  | 1. liga                                                          | 1                                                                | 30                                                               | 10                                                               | 7                                                                | 13                                                               | 36                                                               | 45                                                               | -9                                                               | 27                                                               | 10.                                                              |
| 1984/85                                  | 1. liga                                                          | 1                                                                | 30                                                               | 8                                                                | 10                                                               | 12                                                               | 30                                                               | 41                                                               | -11                                                              | 26                                                               | 11.                                                              |
| 1985/86                                  | 1. liga                                                          | 1                                                                | 30                                                               | 14                                                               | 12                                                               | 4                                                                | 48                                                               | 32                                                               | +16                                                              | 40                                                               | 1.                                                               |
| 1986/87                                  | 1. liga                                                          | 1                                                                | 30                                                               | 16                                                               | 5                                                                | 9                                                                | 46                                                               | 29                                                               | +17                                                              | 37                                                               | 2.                                                               |
| 1987/88                                  | 1. liga                                                          | 1                                                                | 30                                                               | 11                                                               | 7                                                                | 12                                                               | 49                                                               | 45                                                               | +4                                                               | 29                                                               | 8.                                                               |
| 1988/89                                  | 1. liga                                                          | 1                                                                | 30                                                               | 13                                                               | 2                                                                | 15                                                               | 53                                                               | 40                                                               | +13                                                              | 28                                                               | 11.                                                              |
| 1989/90                                  | 1. liga                                                          | 1                                                                | 30                                                               | 12                                                               | 5                                                                | 13                                                               | 38                                                               | 51                                                               | -13                                                              | 29                                                               | 9.                                                               |
| 1990/91                                  | 1. liga                                                          | 1                                                                | 30                                                               | 12                                                               | 4                                                                | 14                                                               | 47                                                               | 52                                                               | -5                                                               | 28                                                               | 12.                                                              |
| 1991/92                                  | 1. liga                                                          | 1                                                                | 30                                                               | 9                                                                | 5                                                                | 16                                                               | 34                                                               | 55                                                               | -21                                                              | 23                                                               | 10.                                                              |
| 1992/93                                  | 1. liga                                                          | 1                                                                | 30                                                               | 9                                                                | 9                                                                | 12                                                               | 30                                                               | 44                                                               | -14                                                              | 27                                                               | 10.                                                              |
| Česko (1993 – )                          |                                                                  |                                                                  |                                                                  |                                                                  |                                                                  |                                                                  |                                                                  |                                                                  |                                                                  |                                                                  |                                                                  |
| Sezóna                                   | Liga                                                             | Úroveň                                                           | Z                                                                | V                                                                | R                                                                | P                                                                | VG                                                               | OG                                                               | +/-                                                              | B                                                                | Pozice                                                           |
| 1993/94                                  | 1. liga                                                          | 1                                                                | 30                                                               | 3                                                                | 7                                                                | 20                                                               | 22                                                               | 64                                                               | -42                                                              | 13                                                               | 15.                                                              |
| 1994/95                                  | Divize E                                                         | 4                                                                | 30                                                               | 17                                                               | 9                                                                | 4                                                                | 60                                                               | 26                                                               | +34                                                              | 60                                                               | 1.                                                               |
| 1995/96                                  | Moravskoslezská fotbalová liga                                   | 3                                                                | 28                                                               | 20                                                               | 3                                                                | 5                                                                | 77                                                               | 32                                                               | +45                                                              | 63                                                               | 1.                                                               |
| 1996/97                                  | 2. liga                                                          | 2                                                                | 30                                                               | 9                                                                | 16                                                               | 5                                                                | 31                                                               | 25                                                               | +6                                                               | 43                                                               | 6.                                                               |
| 1997/98                                  | 2. liga                                                          | 2                                                                | 28                                                               | 10                                                               | 7                                                                | 11                                                               | 31                                                               | 31                                                               | 0                                                                | 37                                                               | 8.                                                               |
| 1998/99                                  | 2. liga                                                          | 2                                                                | 30                                                               | 13                                                               | 7                                                                | 10                                                               | 40                                                               | 37                                                               | +3                                                               | 46                                                               | 5.                                                               |
| 1999/00                                  | 2. liga                                                          | 2                                                                | 30                                                               | 7                                                                | 12                                                               | 11                                                               | 23                                                               | 38                                                               | -15                                                              | 33                                                               | 14.                                                              |
| 2000/01                                  | 2. liga                                                          | 2                                                                | 30                                                               | 9                                                                | 10                                                               | 11                                                               | 37                                                               | 43                                                               | -6                                                               | 37                                                               | 9.                                                               |
| 2001/02                                  | 2. liga                                                          | 2                                                                | 30                                                               | 9                                                                | 13                                                               | 8                                                                | 38                                                               | 38                                                               | 0                                                                | 40                                                               | 8.                                                               |
| 2002/03                                  | 2. liga                                                          | 2                                                                | 30                                                               | 13                                                               | 8                                                                | 9                                                                | 38                                                               | 27                                                               | +11                                                              | 47                                                               | 5.                                                               |
| 2003/04                                  | 2. liga                                                          | 2                                                                | 30                                                               | 9                                                                | 10                                                               | 11                                                               | 28                                                               | 36                                                               | -8                                                               | 37                                                               | 10.                                                              |
| 2004/05                                  | 2. liga                                                          | 2                                                                | 29                                                               | 11                                                               | 12                                                               | 6                                                                | 37                                                               | 30                                                               | -7                                                               | 33                                                               | 9.                                                               |
| 2005/06                                  | 2. liga                                                          | 2                                                                | 30                                                               | 9                                                                | 9                                                                | 12                                                               | 26                                                               | 33                                                               | -7                                                               | 36                                                               | 9.                                                               |
| 2006/07                                  | 2. liga                                                          | 2                                                                | 30                                                               | 8                                                                | 8                                                                | 14                                                               | 31                                                               | 50                                                               | -19                                                              | 32                                                               | 12.                                                              |
| 2007/08                                  | 2. liga                                                          | 2                                                                | 30                                                               | 10                                                               | 6                                                                | 14                                                               | 35                                                               | 41                                                               | -6                                                               | 36                                                               | 10.                                                              |
| 2008/09                                  | 2. liga                                                          | 2                                                                | 30                                                               | 8                                                                | 9                                                                | 13                                                               | 34                                                               | 47                                                               | -13                                                              | 33                                                               | 14.                                                              |
| 2009/10                                  | 2. liga                                                          | 2                                                                | 30                                                               | 4                                                                | 6                                                                | 20                                                               | 23                                                               | 51                                                               | -28                                                              | 18                                                               | 16.                                                              |
| 2010/11                                  | Moravskoslezská fotbalová liga                                   | 3                                                                | Klub se odhlásil v průběhu sezóny, výsledky byly anulovány       | Klub se odhlásil v průběhu sezóny, výsledky byly anulovány       | Klub se odhlásil v průběhu sezóny, výsledky byly anulovány       | Klub se odhlásil v průběhu sezóny, výsledky byly anulovány       | Klub se odhlásil v průběhu sezóny, výsledky byly anulovány       | Klub se odhlásil v průběhu sezóny, výsledky byly anulovány       | Klub se odhlásil v průběhu sezóny, výsledky byly anulovány       | Klub se odhlásil v průběhu sezóny, výsledky byly anulovány       | 16.                                                              |
| 2011/12                                  | Městská soutěž                                                   | 9                                                                | 18                                                               | 8                                                                | 1                                                                | 9                                                                | 37                                                               | 43                                                               | −6                                                               | 15                                                               | 6.                                                               |
| 2012/13                                  | Přebor Moravskoslezského kraje                                   | 5                                                                | 30                                                               | 13                                                               | 3                                                                | 14                                                               | 50                                                               | 52                                                               | −2                                                               | 42                                                               | 10.                                                              |
| 2013/14                                  | Přebor Moravskoslezského kraje                                   | 5                                                                | 30                                                               | 17                                                               | 5                                                                | 8                                                                | 62                                                               | 34                                                               | +28                                                              | 56                                                               | 2.                                                               |
| 2014/15                                  | Divize E                                                         | 4                                                                | 30                                                               | 18                                                               | 3                                                                | 9                                                                | 62                                                               | 34                                                               | +28                                                              | 57                                                               | 2.                                                               |
| 2015/16                                  | Moravskoslezská fotbalová liga                                   | 3                                                                | 30                                                               | 17                                                               | 6                                                                | 7                                                                | 50                                                               | 32                                                               | +18                                                              | 57                                                               | 2.                                                               |
| 2016/17                                  | Fotbalová národní liga                                           | 2                                                                | 30                                                               | 9                                                                | 4                                                                | 17                                                               | 35                                                               | 47                                                               | −12                                                              | 31                                                               | 14.                                                              |
| 2017/18                                  | Fotbalová národní liga                                           | 2                                                                | 30                                                               | 7                                                                | 9                                                                | 14                                                               | 35                                                               | 52                                                               | −17                                                              | 30                                                               | 15.                                                              |
| 2018/19                                  | Fotbalová národní liga                                           | 2                                                                | 30                                                               | 10                                                               | 7                                                                | 12                                                               | 32                                                               | 44                                                               | −12                                                              | 40                                                               | 8.                                                               |
| ** 2019/20                               | Fotbalová národní liga                                           | 2                                                                | 30                                                               | 4                                                                | 5                                                                | 21                                                               | 35                                                               | 71                                                               | −36                                                              | 17                                                               | 16.                                                              |
| ** 2020/21                               | Divize F                                                         | 4                                                                | 10                                                               | 3                                                                | 2                                                                | 5                                                                | 15                                                               | 23                                                               | −8                                                               | 11                                                               | 8.                                                               |
| 2021/22                                  | Divize F                                                         | 4                                                                | 26                                                               | 14                                                               | 2                                                                | 10                                                               | 56                                                               | 41                                                               | +15                                                              | 44                                                               | 4.                                                               |
| 2022/23                                  | Moravskoslezská fotbalová liga                                   | 3                                                                | 34                                                               | 3                                                                | 6                                                                | 25                                                               | 28                                                               | 91                                                               | –63                                                              | 15                                                               | 16.                                                              |
| 2023/24                                  | Divize F                                                         | 4                                                                | 30                                                               | 14                                                               | 6                                                                | 10                                                               | 69                                                               | 48                                                               | +21                                                              | 48                                                               | 7.                                                               |
| 2024/25                                  | Divize F                                                         | 4                                                                | 30                                                               | 20                                                               | 5                                                                | 5                                                                | 91                                                               | 40                                                               | +51                                                              | 65                                                               | 2.                                                               |
| 2025/26                                  | Moravskoslezská fotbalová liga                                   | 3                                                                | 30                                                               |                                                                  |                                                                  |                                                                  |                                                                  |                                                                  |                                                                  | 0                                                                | 0.                                                               |

Poznámky:
- 1953: Tento ročník byl hrán jednokolově.
- 1957/58: Tento ročník byl hrán tříkolově (jaro 1957, podzim 1957 a jaro 1958) z důvodu přechodu zpět na hrací systém podzim-jaro od sezony 1958/59. V období 1949 – 1956 se hrálo systémem jaro-podzim po sovětském vzoru.
- 1980/81: Vítkovice (vítěz sk. B) vyhrály nad Teplicemi (vítěz sk. A) celkově 1:0 (1.z. - 1:0, 2.z. - 0:0) a postoupily tak do nejvyšší soutěže.
- 1993/94: Klub se po sezóně slučuje s Kovkorem Karviná do FC Karviná/Vítkovice, 2. liga po rozdělení připadá Karviné.
- 1994/95: Klub hrál v sezóně 1994/95 pod názvem FC Karviná-Vítkovice „B“.
- 2004/05: V průběhu sezóny bylo Vítkovicím odečteno 12 bodů.
- 2011/12: První půlku sezóny odehrála organizace FC Vítkovice 1919, druhou už nově sloučený klub MFK Vítkovice.
- 2012/13: Klub díky sloučení získává práva na krajský přebor, původní tým v městské soutěži se stává B-týmem.
- 2014/15: Klub SK Sulko Zábřeh se po skončení ročníku odhlásil, jeho místo pro sezonu 2015/16 zaujal klub MFK Vítkovice.[20]
- 2015/16: Postoupilo taktéž vítězné mužstvo 1. SK Prostějov.
- 2017/18: Mužstvo se vyhnulo sestupu z důvodu zániku Olympie Praha a nezájmu SK Uničov o postup z Moravskoslezské fotbalové ligy.
- 2019/20 : Mužstvo nepřihlásilo 2.ligu pro další ročník z důvodů velkých finančních problémů.[7]

**= sezona předčasně ukončena z důvodu pandemie covidu-19

## Účast v evropských pohárech
| Ročník  | Soutěž                       | Kolo        | Klub                   | Doma | Venku | Celkem | Střelci branek            |
| ------- | ---------------------------- | ----------- | ---------------------- | ---- | ----- | ------ | ------------------------- |
| 1986/87 | Pohár mistrů evropských zemí | 1. kolo     | Paris Saint-Germain FC | 1:0  | 2:2   | 3:2    | Šourek / Kovačík, Šourek  |
| 1986/87 | Pohár mistrů evropských zemí | 2. kolo     | FC Porto               | 1:0  | 0:3   | 1:3    | Šourek                    |
| 1987/88 | Pohár UEFA                   | 1. kolo     | AIK Stockholm          | 1:1  | 2:0   | 3:1    | Stařičný / Dostál, Houška |
| 1987/88 | Pohár UEFA                   | 2. kolo     | Dundee United FC       | 1:1  | 2:1   | 3:2    | Vlk / Chmela, Dostál      |
| 1987/88 | Pohár UEFA                   | 3. kolo     | Vitória SC             | 2:0  | 0:2   | 3:2 pp | Kovačík, Grussmann        |
| 1987/88 | Pohár UEFA                   | Čtvrtfinále | RCD Espanyol           | 0:0  | 0:2   | 0:2    |                           |

## MFK Vítkovice „B“
MFK Vítkovice „B“ jerezervní tým Vítkovic. Největšího úspěchu dosáhl v sezónách 2003/04 a 2004/05, kdy se v MSFL (3. nejvyšší soutěž) umístil na 7. místě. 

### Umístění v jednotlivých sezónách
Stručný přehled
Zdroj: 
- 1969–1970: Severomoravský župní přebor
- 1970–1971: Divize D
- 1983–1984: Severomoravský krajský přebor – sk. A
- 1984–1985: Divize D
- 1985–1986: Severomoravský krajský přebor – sk. A
- 1986–1987: Severomoravský krajský přebor
- 1987–1990: Divize D
- 2003–2006: Moravskoslezská fotbalová liga
- 2012–2013: Městská soutěž
- 2013–2014: Městský přebor
- 2014–2022: bez soutěže
- 2022–2024: I. B třída Moravskoslezského kraje – sk. B
- 2024–2025: I. A třída Moravskoslezského kraje – sk. A
- 2025–: Přebor Moravskoslezského kraje

Jednotlivé ročníky
Zdroj: 
Legenda: Z - zápasy, V - výhry, R - remízy, P - porážky, VG - vstřelené góly, OG - obdržené góly, +/- - rozdíl skóre, B - body, červené podbarvení - sestup, zelené podbarvení - postup, světle fialové podbarvení - přesun do jiné soutěže
| Československo (1969 – 1993)       |                                            |        |     |     |     |     |     |     |     |     |        |
| Sezóny                             | Liga                                       | Úroveň | Z   | V   | R   | P   | VG  | OG  | +/- | B   | Pozice |
| 1969/70                            | Severomoravský župní přebor                | 5      | ... | ... | ... | ... | ... | ... | ... | ... | 1.     |
| 1970/71                            | Divize D                                   | 4      | 30  | 6   | 12  | 12  | 32  | 35  | -3  | 24  | 15.    |
| ...                                |                                            |        |     |     |     |     |     |     |     |     |        |
| 1983/84                            | Severomoravský krajský přebor – sk. A      | 5      | ... | ... | ... | ... | ... | ... | ... | ... |        |
| 1984/85                            | Divize D                                   | 4      | 30  | 6   | 5   | 19  | 27  | 61  | -34 | 17  | 16.    |
| 1985/86                            | Severomoravský krajský přebor – sk. A      | 5      | 26  | 13  | 5   | 8   | 52  | 31  | +21 | 31  | 6.     |
| 1986/87                            | Severomoravský krajský přebor              | 5      | 30  | 16  | 11  | 3   | 63  | 28  | +35 | 43  | 1.     |
| 1987/88                            | Divize D                                   | 4      | 30  | 13  | 8   | 9   | 61  | 41  | +20 | 34  | 4.     |
| 1988/89                            | Divize D                                   | 4      | 30  | 14  | 8   | 8   | 62  | 39  | +23 | 36  | 3.     |
| 1989/90                            | Divize D                                   | 4      | 30  | 8   | 11  | 11  | 45  | 49  | -4  | 27  | 10.    |
| ...                                |                                            |        |     |     |     |     |     |     |     |     |        |
| Česko (1993 – )                    |                                            |        |     |     |     |     |     |     |     |     |        |
| Sezóny                             | Liga                                       | Úroveň | Z   | V   | R   | P   | VG  | OG  | +/- | B   | Pozice |
| ...                                |                                            |        |     |     |     |     |     |     |     |     |        |
| 2003/04                            | Moravskoslezská fotbalová liga             | 3      | 30  | 12  | 5   | 13  | 35  | 48  | -13 | 41  | 7.     |
| 2004/05                            | Moravskoslezská fotbalová liga             | 3      | 30  | 11  | 9   | 10  | 35  | 36  | -1  | 42  | 7.     |
| 2005/06                            | Moravskoslezská fotbalová liga             | 3      | 30  | 8   | 11  | 11  | 33  | 42  | -9  | 35  | 12.    |
| V letech 2006–2012 bez B týmu mužů |                                            |        |     |     |     |     |     |     |     |     |        |
| 2012/13                            | Městská soutěž Ostrava                     | 9      | 16  | 10  | 4   | 2   | 45  | 27  | +18 | 34  | 1.     |
| 2013/14                            | Městský přebor Ostrava                     | 8      | 24  | 6   | 3   | 15  | 44  | 89  | -45 | 21  | 11.    |
| V letech 2014–2022 bez B týmu mužů |                                            |        |     |     |     |     |     |     |     |     |        |
| 2022/23                            | I. B třída Moravskoslezského kraje – sk. B | 7      | 26  | 13  | 3   | 10  | 68  | 43  | +25 | 42  | 6.     |
| 2023/24                            | I. B třída Moravskoslezského kraje – sk. B | 7      | 26  | 19  | 4   | 3   | 72  | 24  | +48 | 61  | 1.     |
| 2024/25                            | I. A třída Moravskoslezského kraje – sk. A | 6      | 26  | 17  | 4   | 5   | 81  | 41  | +40 | 55  | 3.     |
| 2025/26                            | Přebor Moravskoslezského kraje             | 5      | 30  |     |     |     |     |     |     | 0   | 0.     |